# Neobisium simile
Neobisium simile är en spindeldjursart som först beskrevs av Ludwig Carl Christian Koch 1873.  Neobisium simile ingår i släktet Neobisium och familjen helplåtklokrypare. Inga underarter finns listade i Catalogue of Life.